# Richard Gavin Reid

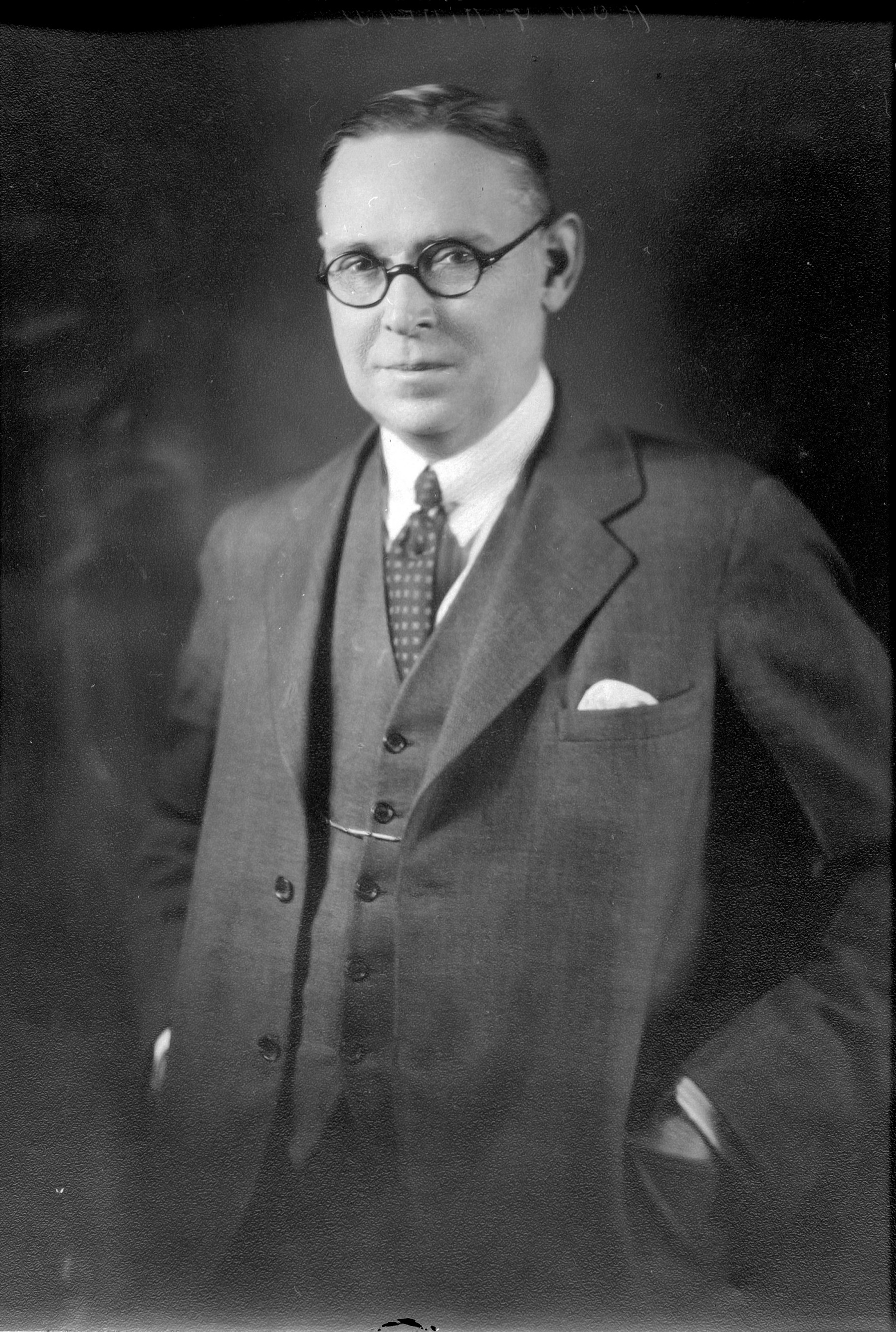
Richard Gavin Reid (1934)

Richard Gavin Reid (* 17. Januar 1879 in Glasgow, Schottland; † 17. Oktober 1980 in Edmonton) war ein kanadischer Politiker und Landwirt. Er war vom 10. Juli 1934 bis zum 3. September 1935 Premierminister der Provinz Alberta und Anführer des politischen Flügels der Bauerngenossenschaft United Farmers of Alberta (UFA). Unter Reids Führung verlor die Bewegung zunehmend an Rückhalt in der ländlichen Bevölkerung und war nach den Provinzwahlen 1935 politisch bedeutungslos.

## Leben
Reid diente 1900 bis 1902 während des Burenkriegs in Südafrika als Sanitäter im Royal Army Medical Corps. 1903 wanderte er nach Kanada aus und arbeitete auf einer Farm in Manitoba und in einem Holzfällerlager in Ontario. 1904 baute er in Mannville im östlichen Teil Albertas einen landwirtschaftlichen Betrieb auf und wurde auf lokaler Ebene politisch aktiv. Im Juli 1921 wurde Reid als Kandidat der UFA bei den Wahlen zur Legislativversammlung von Alberta im Wahlkreis Vermilion gewählt. Er hatte mehrere Ministerposten inne: Gesundheit (1921–1923), Gemeinden (1921–1923 und 1925–1934), Schatzmeister (1923–1934) sowie Land und Bergbau (1930–1934).
Nachdem John Edward Brownlee wegen eines Skandals zurücktreten musste, wurde Reid am 10. Juli 1934 von Vizegouverneur William Walsh zum neuen Premierminister ernannt. Zum Zeitpunkt von Reids Amtsantritt war die UFA-Regierung sehr konservativ geworden und stand damit im Widerspruch zur Führung des genossenschaftlichen Teils der UFA, die die sozialistische Co-operative Commonwealth Federation unterstützte. Ein großer Teil der konservativen ländlichen Wählerschaft sympathisierte aufgrund der Folgen der Weltwirtschaftskrise mit den Ideen von Social Credit. Bei den Wahlen im August 1935 verlor die UFA fast drei Viertel ihrer Wähler und sämtliche Sitze. Reid musste sein Amt am 3. September 1935 an William Aberhart von der Social Credit Party of Alberta abgeben.
Reid zog sich aus der Politik zurück und arbeitete als Handelsagent. Während des Zweiten Weltkriegs war er in leitender Funktion für die Mobilisierungbehörde der kanadischen Armee tätig. Später war er auch Archivleiter des Energiekonzerns Canadian Utilities.